# English Football League Two 2022-23
La English Football League Two 2022-23 (referida como Sky Bet League Two por motivos de patrocinio), fue la decimonovena temporada de la EFL League Two y la temporada número 31 en su actual formato de división de liga, que corresponde a la cuarta categoría del fútbol inglés. Un total de 24 equipos disputan la liga, incluyendo 18 equipos de la English Football League Two 2021-22, tres relegados de la League One 2021-22 y dos promovidos de la National League 2021-22.

## Ascensos y descensos
| Pos.  | a EFL One 2022-23   |
| ----- | ------------------- |
| 1.º   | Forest Green Rovers |
| 2.º   | Exeter City         |
| 3.º   | Bristol Rovers      |
| Prom. | Port Vale           |

| Pos. | a EFL League Two |
| ---- | ---------------- |
| 21.º | Gillingham       |
| 22.º | Doncaster Rovers |
| 23.º | Wimbledon        |
| 24.º | Crewe Alexandra  |

| Pos   | a League Two     |
| ----- | ---------------- |
| 1º    | Stockport County |
| Prom. | Grimsby Town     |

| Pos | a National League |
| --- | ----------------- |
| 23º | Oldham Athletic   |
| 24º | Scunthorpe United |

## Estadios
| Equipo            | Localización        | Estadio                      | Capacidad |
| ----------------- | ------------------- | ---------------------------- | --------- |
| AFC Wimbledon     | Londres (Wimbledon) | Plough Lane                  | 9,300     |
| Barrow            | Barrow-in-Furness   | Holker Street                | 5,045     |
| Bradford City     | Bradford            | Valley Parade                | 25,126    |
| Carlisle United   | Carlisle            | Brunton Park                 | 17,949    |
| Colchester United | Colchester          | Colchester Community Stadium | 10,105    |
| Crawley Town      | Crawley             | Broadfield Stadium           | 5,996     |
| Crewe Alexandra   | Crewe               | Gresty Road                  | 10,153    |
| Doncaster Rovers  | Doncaster           | Keepmoat Stadium             | 15,231    |
| Gillingham        | Gillingham          | Priestfield Stadium          | 11,582    |
| Grimsby Town      | Cleethorpes         | Blundell Park                | 9,052     |
| Harrogate Town    | Harrogate           | Wetherby Road                | 5,000     |
| Hartlepool United | Hartlepool          | Victoria Park                | 7,856     |
| Leyton Orient     | London (Leyton)     | Brisbane Road                | 9,271     |
| Mansfield Town    | Mansfield           | Field Mill                   | 10,000    |
| Newport County    | Newport             | Rodney Parade                | 7,850     |
| Rochdale          | Rochdale            | Spotland Stadium             | 10,000    |
| Salford City      | Salford             | Moor Lane                    | 5,108     |
| Stevenage         | Stevenage           | Broadhall Way                | 7,800     |
| Stockport County  | Stockport           | Edgeley Park                 | 10,841    |
| Sutton United     | Londres (Sutton)    | Gander Green Lane            | 5,013     |
| Tranmere Rovers   | Birkenhead          | Prenton Park                 | 16,789    |
| Walsall           | Walsall             | Bescot Stadium               | 11,300    |

## Personal y patrocinadores
| Equipo            | Entrenadr        | Capitán              | Proveedor        | Patrocinador                                                                     |
| ----------------- | ---------------- | -------------------- | ---------------- | -------------------------------------------------------------------------------- |
| AFC Wimbledon     | Johnnie Jackson  | Alex Woodyard        | Hummel           | Sports Interactive                                                               |
| Barrow            | Pete Wild        | Jason Taylor         | Puma             | JF Hornby & Co.                                                                  |
| Bradford City     | Mark Hughes      | Richie Smallwood     | Macron           | JCT600                                                                           |
| Carlisle United   | Paul Simpson     | Callum Guy           | Erreà            | Thomas Graham                                                                    |
| Colchester United | Matt Bloomfield  | Tommy Smith          | Macron           | Texo Scaffolding (Local) / JobServe (Visitante y tercera)                        |
| Crawley Town      | Kevin Betsy      | George Francomb      | Erreà            | The People's Pension                                                             |
| Crewe Alexandra   | Alex Morris      | Luke Offord          | FBT              | Mornflake                                                                        |
| Doncaster Rovers  | Gary McSheffrey  | Tom Anderson         | Elite Pro Sports | LNER                                                                             |
| Gillingham        | Neil Harris      | Stuart O'Keefe       | Macron           | MEMS Power Generation                                                            |
| Grimsby Town      | Paul Hurst       | Luke Waterfall       | Macron           | myenergi                                                                         |
| Harrogate Town    | Simon Weaver     | Josh Falkingham      | New Balance      | Strata                                                                           |
| Hartlepool United | Paul Hartley     | Nicky Featherstone   | Erreà            | Orangebox Training Solutions                                                     |
| Leyton Orient     | Richie Wellens   | Darren Pratley       | Puma             | Tommy Club (Local) / Haven House Children's Hospice (Visitante) / Mind (Tercera) |
| Newport County    | James Rowberry   | Matty Dolan          | Hummel           | Alzheimers Society Cymru                                                         |
| Northampton Town  | Jon Brady        | John Guthrie         | Hummel           | University of Northampton                                                        |
| Rochdale          | Robbie Stockdale | Ethan Ebanks-Landell | Erreà            | Crown Oil Ltd                                                                    |
| Salford City      | Neil Wood        | Ashley Eastham       | Castore          | TalkTalk                                                                         |
| Stevenage         | Steve Evans      | Carl Piergianni      | Prime Gaming     |                                                                                  |
| Stockport County  | Dave Challinor   | Paddy Madden         | Puma             | VITA Group                                                                       |
| Sutton United     | Matt Gray        | Craig Eastmond       | Macron           | Angel Plastics                                                                   |
| Swindon Town      | Scott Lindsey    | Angus MacDonald      | Puma             | First city & nursirg care                                                        |
| Tranmere Rovers   | Micky Mellon     | Kane Hemmings        | Mills            | Essar                                                                            |
| Walsall           | Michael Flynn    | Joss Labadie         | Erreà            | Poundland                                                                        |

## Cambios de entrenadores
| Equipo            | Entrenador saliente | Tipo de salida                       | Día de salida        | Posición en la Tabla | Entrenador entrante | Fecha de entrada     |
| ----------------- | ------------------- | ------------------------------------ | -------------------- | -------------------- | ------------------- | -------------------- |
| Hartlepool United | Graeme Lee          | Despido.                             | 8 de mayo de 2022    | Pretemporada         | Paul Hartley        | 3 de junio de 2022   |
| Crawley Town      | John Yems           | Suspensión indefinida para entrenar. | 8 de mayo de 2022    | Pretemporada         | Kevin Betsy         | 6 de junio de 2022   |
| Barrow            | Phil Brown          | Fin de contrato.                     | 12 de mayo de 2022   | Pretemporada         | Peter Wild          | 27 de mayo de 2022   |
| AFC Wimbledon     | Mark Bowen          | Fin de contrato                      | 7 de mayo de 2022    | Pretemporada         | Johnnie Jackson     | 16 de mayo de 2022   |
| Salford City      | Gary Bowyer         | Despido                              | 17 de mayo de 2022   | Pretemporada         | Neil Wood           | 20 de mayo de 2022   |
| Swindon Town      | Ben Garner          | Fichado por Charlton Athletic        | 8 de junio de 2022   | Pretemporada         | Scott Lindsey       | 21 de junio de 2022  |
| Rochdale          | Robbie Stockdale    | Despido                              | 18 de agosto de 2022 | 24°                  | Jimmy McNulty INT   | 18 de agosto de 2022 |

## Localización
| Condado               | N.º | Equipos                                      |
| --------------------- | --- | -------------------------------------------- |
| Gran Londres          | 3   | AFC Wimbledon, Leyton Orient y Sutton United |
| Gran Mánchester       | 3   | Rochdale, Salford City y Stockport County    |
| Cumbria               | 2   | Barrow y Carlisle United                     |
| Yorkshire del Norte   | 2   | Grimsby Town y Harrogate Town                |
| Cheshire              | 1   | Crewe Alexandra                              |
| Essex                 | 1   | Colchester United                            |
| Hertfordshire         | 1   | Stevenage                                    |
| Kent                  | 1   | Gillingham                                   |
| Midlands Occidentales | 1   | Walsall                                      |
| Northamptonshire      | 1   | Northampton Town                             |
| Nottinghamshire       | 1   | Mansfield Town                               |
| Sussex del Oeste      | 1   | Crawley Town                                 |
| Wiltshire             | 1   | Swindon Town                                 |
| Yorkshire del Sur     | 1   | Doncaster Rovers                             |
| Yorkshire del Oeste   | 1   | Bradford City                                |

#### Condados preservados de Gales
| Región | N.º | Equipos        |
| ------ | --- | -------------- |
| Gwent  | 1   | Newport County |

## Clasificación
Los tres primeros equipos de la clasificación ascienden directamente a la EFL League One 2023-24, los clubes ubicados del cuarto al séptimo puesto disputan un play-off para determinar un cuarto ascenso. Por otro lado, los dos equipos de peor ubicación en la tabla, descenderán directamente a la National League 2023-24.
| Pos. | Equipo                | Pts. | PJ | G  | E  | P  | GF | GC | Dif. | Clasificación 2022-23                 |
| ---- | --------------------- | ---- | -- | -- | -- | -- | -- | -- | ---- | ------------------------------------- |
| 1    | Leyton Orient (C, A)  | 91   | 46 | 26 | 13 | 7  | 61 | 34 | +27  | Ascenso a la Football League One      |
| 2    | Stevenage (A)         | 85   | 46 | 24 | 13 | 9  | 61 | 39 | +22  | Ascenso a la Football League One      |
| 3    | Northampton Town (A)  | 83   | 46 | 23 | 14 | 9  | 62 | 42 | +20  | Ascenso a la Football League One      |
| 4    | Stockport County (X)  | 79   | 46 | 22 | 13 | 11 | 65 | 37 | +28  | Play-offs para la Football League One |
| 5    | Carlisle United (A)   | 76   | 46 | 20 | 16 | 10 | 66 | 43 | +23  | Play-offs para la Football League One |
| 6    | Bradford City (X)     | 76   | 46 | 20 | 16 | 10 | 61 | 43 | +18  | Play-offs para la Football League One |
| 7    | Salford City (X)      | 75   | 46 | 22 | 9  | 15 | 72 | 54 | +18  | Play-offs para la Football League One |
| 8    | Mansfield Town        | 75   | 46 | 21 | 12 | 13 | 72 | 55 | +17  |                                       |
| 9    | Barrow                | 62   | 46 | 18 | 8  | 20 | 47 | 53 | −6   |                                       |
| 10   | Swindon Town          | 61   | 46 | 16 | 13 | 17 | 61 | 55 | +6   |                                       |
| 11   | Grimsby Town          | 61   | 46 | 16 | 13 | 17 | 49 | 56 | −7   |                                       |
| 12   | Tranmere Rovers       | 58   | 46 | 15 | 13 | 18 | 45 | 48 | −3   |                                       |
| 13   | Crewe Alexandra       | 58   | 46 | 14 | 16 | 16 | 48 | 60 | −12  |                                       |
| 14   | Sutton United         | 58   | 46 | 15 | 13 | 18 | 46 | 58 | −12  |                                       |
| 15   | Newport County        | 57   | 46 | 14 | 15 | 17 | 53 | 56 | −3   |                                       |
| 16   | Walsall               | 55   | 46 | 12 | 19 | 15 | 46 | 49 | −3   |                                       |
| 17   | Gillingham            | 55   | 46 | 14 | 13 | 19 | 36 | 49 | −13  |                                       |
| 18   | Doncaster Rovers      | 55   | 46 | 16 | 7  | 23 | 46 | 65 | −19  |                                       |
| 19   | Harrogate Town        | 52   | 46 | 12 | 16 | 18 | 59 | 68 | −9   |                                       |
| 20   | Colchester United     | 49   | 46 | 12 | 13 | 21 | 44 | 51 | −7   |                                       |
| 21   | Wimbledon             | 48   | 46 | 11 | 15 | 20 | 48 | 60 | −12  |                                       |
| 22   | Crawley Town          | 46   | 46 | 11 | 13 | 22 | 48 | 71 | −23  |                                       |
| 23   | Hartlepool United (D) | 43   | 46 | 9  | 16 | 21 | 52 | 78 | −26  | Descenso a la National League         |
| 24   | Rochdale (D)          | 38   | 46 | 9  | 11 | 26 | 46 | 70 | −24  | Descenso a la National League         |

Actualizado a los partidos jugados el 8 de mayo de 2023.
 Fuente: EFL

## Resultados
- Los horarios corresponden al huso horario del Reino Unido (Hora de Europa Occidental): UTC+0 en horario estándar y UTC+1 en horario de verano.

## Play-offs

### Cuadro de desarrollo
|  | Semifinales                                               | Semifinales                                               | Semifinales                                               | Semifinales                                               | Semifinales                                               |   |                  | Final              | Final              | Final              |  |
|  | 13 y 14 de mayo de 2023 (ida) 20 de mayo de 2023 (vuelta) | 13 y 14 de mayo de 2023 (ida) 20 de mayo de 2023 (vuelta) | 13 y 14 de mayo de 2023 (ida) 20 de mayo de 2023 (vuelta) | 13 y 14 de mayo de 2023 (ida) 20 de mayo de 2023 (vuelta) | 13 y 14 de mayo de 2023 (ida) 20 de mayo de 2023 (vuelta) |   |                  | 28 de mayo de 2023 | 28 de mayo de 2023 | 28 de mayo de 2023 |  |
|  |                                                           |                                                           |                                                           |                                                           |                                                           |   |                  |                    |                    |                    |  |
|  |                                                           |                                                           |                                                           |                                                           |                                                           |   |                  |                    |                    |                    |  |
|  | 4                                                         | Stockport County                                          | 0                                                         | 2                                                         | 2 (3)                                                     |   |                  |                    |                    |                    |  |
|  | 4                                                         | Stockport County                                          | 0                                                         | 2                                                         | 2 (3)                                                     |   |                  |                    |                    |                    |  |
|  | 7                                                         | Salford City                                              | 1                                                         | 1                                                         | 2 (1)                                                     |   |                  |                    |                    |                    |  |
|  | 7                                                         | Salford City                                              | 1                                                         | 1                                                         | 2 (1)                                                     |   | Stockport County | Stockport County   | 1 (4)              |                    |  |
|  |                                                           |                                                           |                                                           |                                                           |                                                           |   | Stockport County | Stockport County   | 1 (4)              |                    |  |
|  |                                                           |                                                           | Carlisle United                                           | Carlisle United                                           | 1 (5)                                                     |   |                  |                    |                    |                    |  |
|  | 5                                                         | Carlisle United                                           | Carlisle United                                           | Carlisle United                                           | 1 (5)                                                     | 0 | 3                | 3                  |                    |                    |  |
|  | 5                                                         | Carlisle United                                           |                                                           |                                                           |                                                           | 0 | 3                | 3                  |                    |                    |  |
|  | 6                                                         | Bradford City                                             | 1                                                         | 1                                                         | 2                                                         |   |                  |                    |                    |                    |  |
|  | 6                                                         | Bradford City                                             | 1                                                         | 1                                                         | 2                                                         |   |                  |                    |                    |                    |  |
|  |                                                           |                                                           |                                                           |                                                           |                                                           |   |                  |                    |                    |                    |  |

## Semifinales
| Ida; 13 de mayo de 2023 | Salford City | 1 – 0   | Stockport County | Moor Lane, Salford                                  |                                                     |
| 19:45                   | Smith 17'    | Reporte |                  | Asistencia: 3923 espectadores Árbitro(s): Tom Nield | Asistencia: 3923 espectadores Árbitro(s): Tom Nield |

| Vuelta; 20 de mayo de 2023 | Stockport County                         | 2 – 1 (t. s.)(3 – 1 p.)(Global 2 – 2) | Salford City                       | Edgeley Park, Stockport                               |                                                       |
| 18:30                      | Olaofe 68' · Streton 115'                | Reporte                               | Mallan 112'                        | Asistencia: 10 023 espectadores Árbitro(s): Ben Toner | Asistencia: 10 023 espectadores Árbitro(s): Ben Toner |
|                            |                                          | Tiros desde el punto penal            |                                    |                                                       |                                                       |
|                            | - Madden - Croasdale - Collar - Sarcevic |                                       | - Lund - Mariappa - Barry - Mallen |                                                       |                                                       |

| Ida; 14 de mayo de 2023 | Bradford City | 1 – 0   | Carlisle United | Valley Parade, Bradford                                |                                                        |
| 18:30                   | Walker 18'    | Reporte |                 | Asistencia: 20 575 espectadores Árbitro(s): Ross Joyce | Asistencia: 20 575 espectadores Árbitro(s): Ross Joyce |

| Vuelta; 20 de mayo de 2023 | Carlisle United                              | 3 – 1 (t. s.)(Global 3 – 2) | Bradford City   | Brunton Park, Carlisle                                   |                                                          |
| 21:00                      | Halliday 21' (a.g.) · Guy 98' · Barclay 112' | Reporte                     | Derbyshire 105' | Asistencia: 15 401 espectadores Árbitro(s): Simon Mather | Asistencia: 15 401 espectadores Árbitro(s): Simon Mather |

## Final
| Vuelta; 28 de mayo de 2023 | Stockport County     | 1 – 1 (4 – 5 p.) | Carlisle United | Estadio de Wembley, Londres                           |                                                       |
| 13:30                      | - Mellish 34' (a.g.) | Reporte          | - Patrick 84'   | Asistencia: 34 004 espectadores Árbitro(s): Tom Nield | Asistencia: 34 004 espectadores Árbitro(s): Tom Nield |